# Tanjong Meunye
Tanjong Meunye is een bestuurslaag in het regentschap Aceh Utara van de provincie Atjeh, Indonesië. Tanjong Meunye telt 1044 inwoners (volkstelling 2010).